# 荒川雅志
荒川 雅志（あらかわ まさし、1972年 - ）は、日本のウェルネス研究者、海洋療法学者。「ブルーゾーン」（世界5大長寿地域）である沖縄県の100歳長寿者研究で福岡大学大学院医学研究科博士課程修了。医学博士。新しいウェルネスの定義提唱、日本の大学で初のウェルネスツーリズム科目開設、ウェルネスメニュー研究開発を産官学連携で多数実施。国立大学法人琉球大学国際地域創造学部教授。専門は社会医学、長寿科学、ウェルネスツーリズム、ウェルネスビジネス。
2024年には非常勤講師の斡旋と引き換えに寄付金を受け取るといった疑いから大学を自主退任した。

## 経歴
出典
- 2005年6月 - 琉球大学 日本流通システム保健情報学寄附講座 客員准教授
- 2005年9月 - 福岡大学 大学院医学研究科 社会医学系疫学専修（医学博士号）
- 2012年10月 - 琉球大学観光産業科学部観光科学科 教授
- 2013年4月 - 琉球大学観光産業科学部観光科学科 学科長
- 2018年4月 - 琉球大学大学院観光科学研究科 研究科長

2024年　琉球大学を自主退任

## 研究
1961年にウェルネスの定義が提唱されてから、世界中の研究者らが追定義を重ね社会情勢、時代によって人々のライフスタイルと価値観も変容していくなかでその概念も変化してきている。2017年、荒川は「身体の健康、精神の健康、環境の健康、社会的健康を基盤にして、豊かな人生をデザインしていく、自己実現」として、健康（基盤）とウェルネス（ゴール）の関係性を明確にし、生き方、ライフスタイルデザイン、自己実現を含めた、あらゆる事業者が参入できる新しいウェルネスを提唱している。
SDGsとの関係では、国家、世界、地球規模（アウトサイド）の大上段から構えて取り組むのではなく、まずは自分の体内環境整備から始めること、人の体内環境は地球の一部でありウェルネスとは「環境の一部である内なる健康環境と外なる自然・地域・社会環境の持続可能を志向し、より健康に、美しく、人生を豊かに彩るライフスタイルを実践すること」と提唱し、内なる環境（インサイド）からの持続可能な開発を考える「インサイド・アウト」視点を持つことが自然であり実践しやすい “ウェルネスSDGs”を提案している。
その他に、「ブルーゾーン（世界5大長寿地域）の100歳者の長寿要因に関する研究」、「なぜ海は体にいいのか？」、「海洋療法の研究開発」などを行っている。
代表を務める『国立大学法人琉球大学 ウェルネス研究分野』は、リゾートホテルや健康関連企業、自治体とウェルネスまちづくり、ウェルネスツアー開発などの共同研究、受託研究、寄附講義など産官学連携プロジェクトを多数実施している。

## エピソード
学生時代には、重量挙げ競技全日本学生パワーリフティング選手権大会56kg級で優勝し、アジア選手権代表に選出された。

## 著書
出典
| 題名 | 収録刊行物               | 発行年月  | 識別番号                       |
| --- | ------------------------ | --------- | ------------------------------ |
| スパセラピーのエビデンス －ヘルスツーリズム振興に向けた学術基盤整備－                                                                       | 琉球大学観光科学         | 2010年3月 | NAID 120002439748              |
| 高齢者のライフスタイルと睡眠 (特集 睡眠を科学する)                                                                                          | アンチ・エイジング医学   | 2010年4月 | NAID 40017105856               |
| なぜ海は体にいいのか? : 海洋療法と観光の融合をどう図る(体に効く海・遊ぶ海)                                                                  | 海運 : 総合物流情報誌    | 2015年7月 | NAID 40020530061               |
| 日本再興戦略における日本型ヘルスツーリズムの再構成、メンタルヘルスツーリズムの展開 (特集 今求められる、こころを軽やかにするツーリズム)      | 日本観光研究学会機関誌   | 2015年9月 | NAID 40020675062               |
| ウェルネス、ウェルネスツーリズムと沖縄 | 南方資源利用技術研究会誌 | 2019年3月 | 国立国会図書館書誌ID:029690961 |
| 旅を介した新しいヘルスプロモーション ヘルスツーリズム教育の実践                                                                             | aromatopia               | 2020年    | 国立国会図書館書誌ID:030421074 |
| 成長するウェルネス産業市場 | 商工金融                 | 2020年5月 | NAID 40022255202               |
| 旅の力を活かした新たな健康増進 ウェルネス健康経営プログラムの開発 : ウェルネスツーリズム・ウェルネスサードプレイスの実際 (研究者の最新動向) | プレシジョンメディシン   | 2020年9月 | NAID 40022399223               |
| ヘルスケアからウェルネスへ 不動産プレーヤーは脱皮を図れ (特集 QOL向上でNOI増強 ウェルネス不動産投資) -- (不動産×ウェルネスの有望性)         | プロパティマネジメント   | 2021年5月 | NAID 40022571357               |

| 題名                                         | 発売日       | ISBN          |
| -------------------------------------------- | ------------ | ------------- |
| ウェルネスツーリズム〈サードプレイスへの旅〉 | 2017年9月7日 | 9784894792913 |

| 題名               | 発売日         | 担当                                     | ISBN          |
| ------------------ | -------------- | ---------------------------------------- | ------------- |
| 応用講座睡眠改善学 | 2013年4月1日   | 分担執筆（健康旅行による睡眠改善）       | 9784843337516 |
| 沖縄食材図鑑       | 2016年11月20日 | 分担執筆（健康長寿ダイエットプログラム） | 9784904427118 |
| 琉球アジア研究     | 2019年11月18日 | 監修、翻訳                               | 9784910095004 |